# Clermont-Dessous
Clermont-Dessous – miejscowość i gmina we Francji, w regionie Nowa Akwitania, w departamencie Lot i Garonna.
Według danych na rok 1990 gminę zamieszkiwały 643 osoby, a gęstość zaludnienia wynosiła 43 osób/km² (wśród 2290 gmin Akwitanii Clermont-Dessous plasuje się na 615. miejscu pod względem liczby ludności, natomiast pod względem powierzchni na miejscu 761).